# الجامعة التونسية للرياضة والشغل
الجامعة التونسية للرياضة والشغل (بالفرنسية: Fédération Tunisienne du Sport et Travail)‏ هي جامعة رياضية تونسية، تشرف على رياضة الشغالين في تونس.

## أهداف
تهدف الجامعة إلى:
- تنظيم وتطوير ومراقبة ممارسة رياضة الشغالين بمختلف أشكالها على التراب التونسي.
- إدارة وتنسيق أنشطة الجمعيات التي تضم الأعضاء الممارسين لرياضة الشغالين بمختلف أشكالها.
- الدفاع عن مصالح رياضة الشغالين في تونس.

## وصلة خارجية
- الموقع الرسمي للجامعة التونسية للرياضة والشغل.